# Schrunser Münster

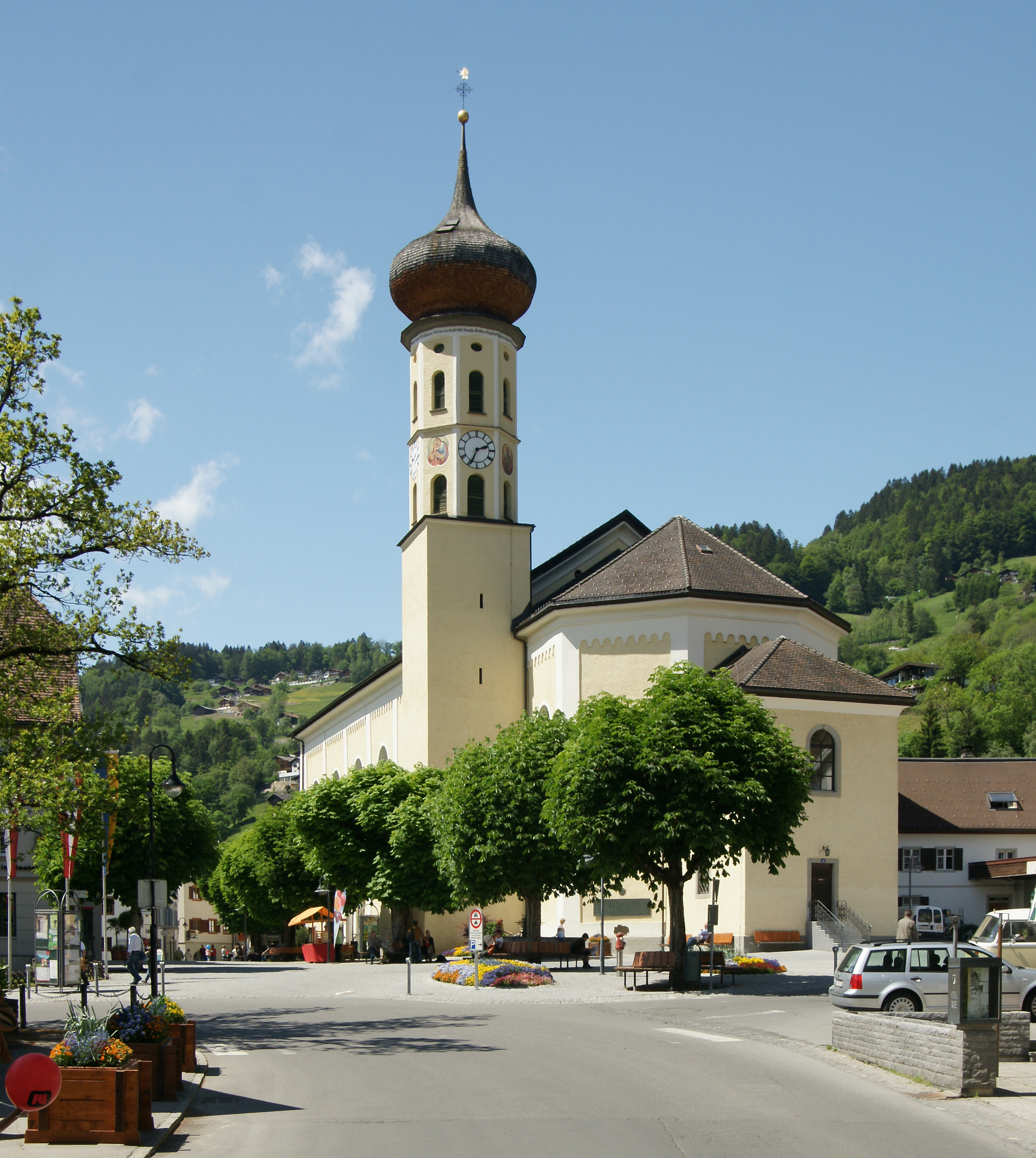
Katholische Pfarrkirche hl. Jodok in Schruns

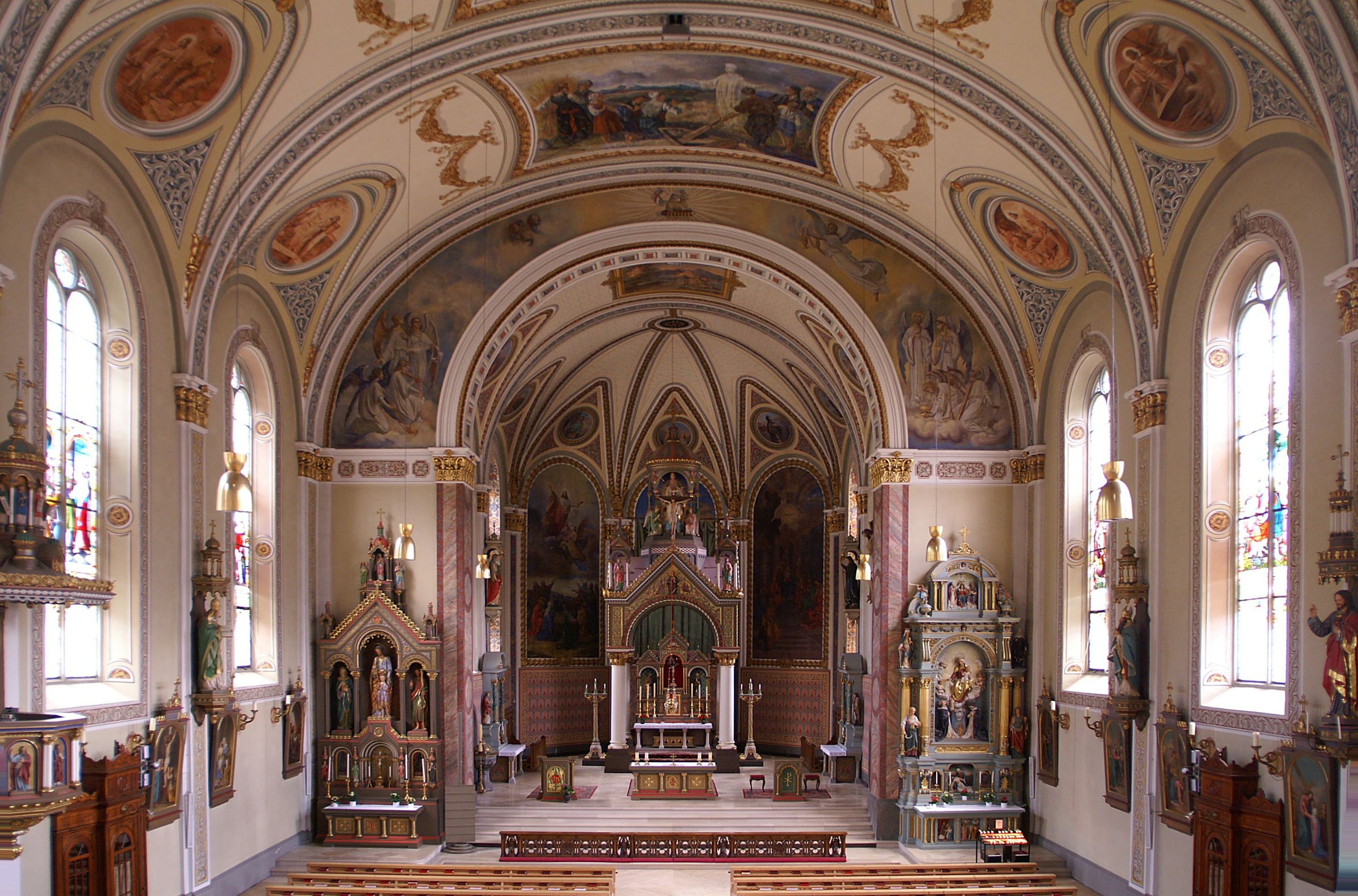
Langhaus, Blick zum Chor

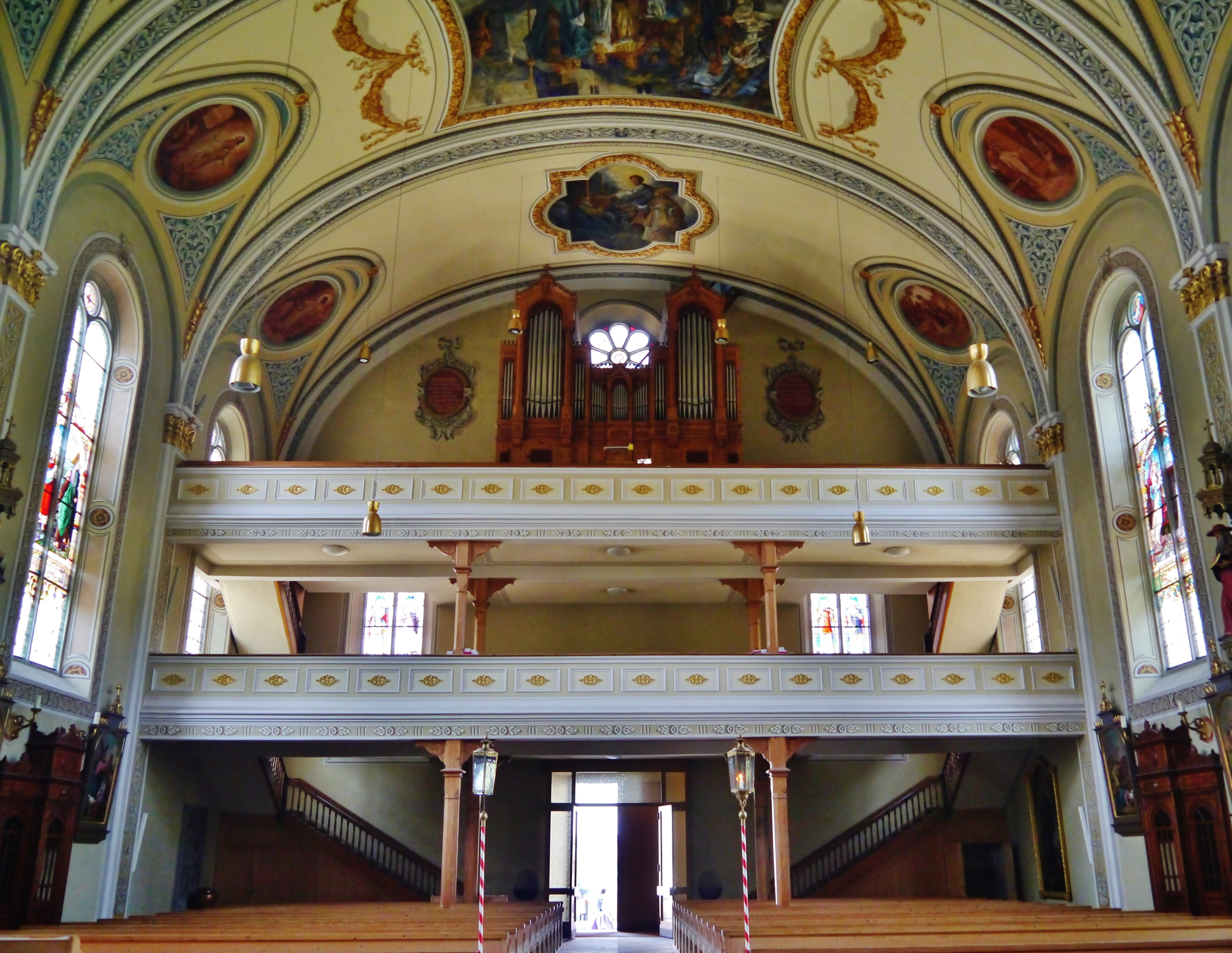
Langhaus, Blick zur Doppelempore

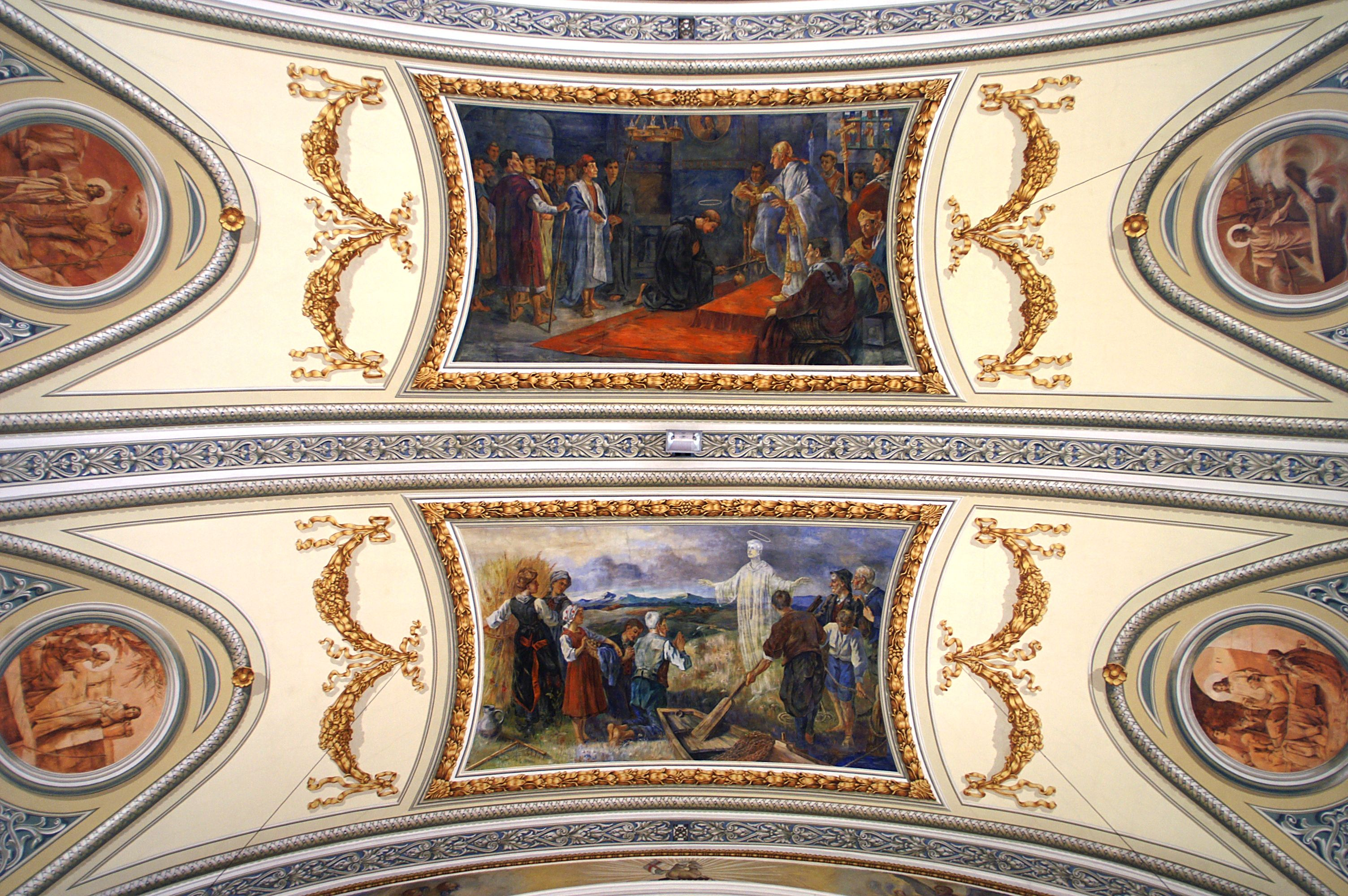
Deckengemälde von Hans Bertle: „Begegnung mit dem Papst“, „Als Patron der Landleute“ (1905–1907)

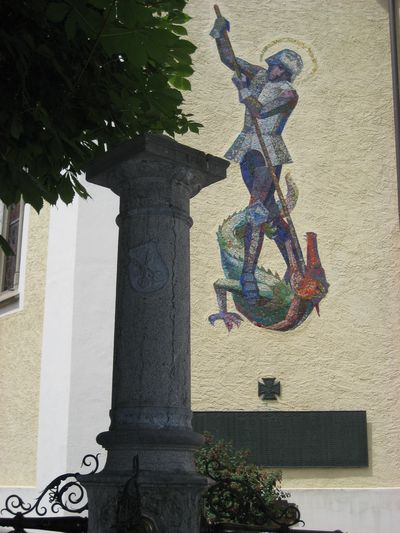
Der Heilige Georg im Kampf mit dem Drachen, Konrad Honold

Die Pfarrkirche Schruns bzw. das Schrunser Münster steht im Zentrum der Marktgemeinde Schruns im Bezirk Bludenz in Vorarlberg. Die dem Patrozinium hl. Jodok unterstellte römisch-katholische Pfarrkirche gehört zum Dekanat Montafon der Diözese Feldkirch. Das Münster steht unter Denkmalschutz (Listeneintrag).

## Lage
Die Kirche steht auf 690 m Höhe (amtliche Angabe der Höhenlage der Marktgemeinde Schruns).

## Geschichte
Erstmals wurde 1433 in einem Zinslibell der Bludenzer Laurentiuskirche eine Kapelle St. Jossen in der Pfarre Bartholomäberg genannt, 1482 und 1484 eine Sankt-Josen-Kirche. 1483 wurde ein gotischer Kirchenbau genannt und am 12. November 1503 geweiht. Schruns wurde mit 1597 bzw. 1632 eine selbständige Pfarre. Mit einer einmaligen Zahlung im Jahre 1654 entledigten die Schrunser sich der Pflicht, alljährlich eine Abgabe an die Pfarre Bartholomäberg zu leisten.
1674 wurde unter Gebhard Steu ein neuer Turm erbaut. Das Kirchenschiff wurde am 10. Oktober 1682 durch einen Ortsbrand, welcher zwölf Häuser in Mitleidenschaft zog, zerstört. Ein Soldat soll auf das durch den Föhn ausgetrocknete Schindeldach nach Spatzen geschossen haben und hat so das Feuer verursacht. Von 1682 bis 1683 wurde die Kirche im barocken Stil wiederaufgebaut. 
Der Friedhof rund um die Kirche konnte, nachdem 1844 der Friedhof Schruns neu angelegt wurde, aufgelassen werden. Damit entstand Platz für einen Kirchenneubau, denn die Kirche von 1683, die bis 1817 möglicherweise schon einmal vergrößert worden war, wurde zu klein. Von 1865 bis 1867oder 1868 wurde das jetzige Kirchenschiff unter Dekan Frick nach den Plänen von Johann Mayer errichtet. Einzig der 42 Meter hohe Turm von 1674 blieb erhalten. Da das neue Kirchenschiff nördlich des alten gebaut wurde, steht der Turm nun in der südlichen Chorecke. Mit dieser Verlegung entstand ein sonniger Kirchplatz im Süden und Osten. Die Weihe der Kirche erfolgte 1874.
Von 1892 bis 1933 war Aegidius Mayer Pfarrer.
In den Jahren 1981 bis 1984 wurde die Kirche durch Konrad Honold unter Pfarrer Herbert Böhler gesamtrestauriert. 2015 musste das 60 Jahre alte Dach, nachdem Ziegel bereits auf den Kirchplatz gefallen waren, neu gedeckt werden.
Im Jänner 2019 beschloss der Pfarrkirchenrat unter dem Pfarrer Hans Jürgen Tinkhauser, die Pfarrkirche Schruns zum Münster zu erheben. Die Kirche wurde mit Bescheid des Bischofs Benno Elbs vom 10. Dezember 2019 am 8. März 2020 feierlich zum Münster erhoben. Die Pfarre Schruns feierte beim Patroziniumsgottesdienst am 15. Dezember 2019 das 440 jährige Bestehen.

## Architektur
Das Münster ist ein neuromanischer Bau mit einem flachen Satteldach auf dem Langhaus und dem Chor.
Der Turm entspricht einem hauptsächlich in Bayrisch-Schwaben (markantes Beispiel: Basilika St. Ulrich und Afra Augsburg) typischem und vielfach anzutreffendem Stil: Turmunterbau mit quadratischem Grundriss, darüber eines oder mehrere, achteckige Glockengeschoße, die von einer Zwiebelhaube gekrönt werden. Durch das Wirken von Baumeistern aus Bayrisch – Schwaben entstanden in Vorarlberg als Erstes der Turm der Laurentiuskirche Bludenz, und danach neben dem Schrunser Turm etliche weitere bspw. in Bartholomäberg, Vandans, Partenen, Gortipohl, Raggal und St. Gallenkirch.
Das von außen relativ schlicht und schmuckarm wirkende Münster überrascht im Inneren durch ihre reiche Ausstattung mit Bildern und Statuen. Es gehört heute zu den selten gewordenen Kirchen, die noch ganz einheitlich im Nazarenerstil des ausgehenden 19. und beginnenden 20. Jahrhunderts gehalten sind.
Das Deckengewölbe ist aus Holz und spannt sich in einem Bogen über ca. 20 Meter von Wand zu Wand, wodurch St. Jodok zu einem der größten pfeilerlosen Kirchenräume Vorarlbergs wurde. Die Gestaltung des Orgelgehäuses nahm Rücksicht auf das im Westgiebel des Kirchenschiffes befindliche Rosettenfenster, das besonders bei entsprechender Sonneneinstrahlung schön zur Geltung kommt.

## Ausstattung
Die Ausschmückung der Kirche ist überwiegend durch die heimische Künstlerfamilie Bertle geschehen: So sind sämtliche Wand- und Deckengemälde des Chorraumes von den Brüdern Franz (1828–1883) und Jakob Bertle (1837–1911) in den Jahren 1873/74 erstellt worden. Die fünf großen Deckengemälde und die Deckenbilder zum Leben des Heiligen Jodok im Langhaus wurden zwischen 1905 und 1907 von Hans Bertle (1880–1943), dem Sohn Jakobs, gemalt.
Der Hauptaltar mit seinem Ziboriumüberbau wurde 1873/74 von den Brüdern Anton (1834–1914) und Ignaz Bertle (1837–1894) nach den Plänen von Josef Müller geschaffen. Als Anregung mag dabei das Ziborium aus Sant’Ambrogio in Mailand gedient haben. Der Altar wurde im Zentrum des Altarraumes über einem Schrein mit den Reliquien des Heiligen Jodok errichtet.
Der linke Seitenaltar im Chor ist ein neuromanischer Aufbau und ausgestattet mit Figuren von Moritz Schlachter. Der linke Seitenaltar im Chor zeigt ein Relief mit der Kommunionsausteilung des hl. Karl Barromäus.
Die Münsterfenster in Bleiverglasung wurden Ende des 19. Jahrhunderts von einheimischen Familien gestiftet. Sie stellen Szenen aus dem Leben Jesu dar und werden durch Medaillons über den Fenstern – ebenfalls von Hans Bertle – ergänzt.
Der Schrunser Künstler und Restaurator Konrad Honold gestaltete 1965 oberhalb des Kriegerdenkmals an der Außenfassade der Kirche ein farbiges Glasmosaik: Es stellt den Heiligen Georg im Kampf mit dem Drachen dar.

### Orgeln
In Unterlagen von 1789 im Pfarrarchiv ist „1 Örgele“ erwähnt. Weiterhin weisen diverse Rechnungen aus der ersten Hälfte des 19. Jahrhunderts über Orgelreparatur- und -stimmarbeiten auf eine Orgel im barocken, am 15. Juli 1683 fertiggestellten und 1865 abgerissenen Kirchenschiff hin.
Die jetzige Orgel steht im in seiner äußeren Form erhaltenem Gehäuse von 1867, als Johann Nepomuk Kiene (Langenargen, Sohn von Franz Anton Kiene) eine zweimanualige Orgel mit 18 Registern auf der oberen Empore im neu erbauten Kirchenschiff schuf. Das Gehäuse stammt(e) aus der Werkstatt von Schreinermeister Johann Muther. Die Kiene-Orgel wurde anfangs gelobt, war aber bereits zum Ende des 19. Jahrhunderts so desolat, dass die Fa. Gebrüder Mayer (Feldkirch) im Jahr 1900 ein neues Werk in spätromantischer Disposition mit 25 Registern und pneumatischer Traktur im vorhandenen Gehäuse erstellte. Diese Orgel hatte einen guten Ruf, so dass man von einem Einschmelzen ihrer Metallpfeifen im Ersten Weltkrieg absah.
Jedoch wurde die Orgel durch die übliche Störanfälligkeit einer pneumatischen Steuerung und zunehmendem Holzwurmbefall im Laufe der Jahrzehnte immer unzuverlässiger. Ausfälle von Tönen und Registern häuften sich, oder die Orgel gab selbsttätig Töne ab. 1969 stellte ein Gutachter fest, dass sie nur noch mit notdürftigen Reparaturen befristet sowie teilweise spielbar sein werde, ein Erhalt als Ganzes aber unmöglich sei. Zudem gefährdete der starke Holzwurmbefall im Instrument auch die doppelstöckige Empore, den Dachstuhl und andere tragende Holzteile der Kirche. Holzwurmbekämpfungen hatten nur bedingt Erfolg, da wesentliche Holzteile innen unzugänglich waren. Die Mayer-Orgel wurde mit stets steigendem Reparaturaufwand bis zum Weißem Sonntag 1988 gespielt. Bereits am darauffolgenden Tag begann man, sie abzureißen. Der dabei festgestellte Wurmbefall war sogar noch schlimmer als erwartet.
Der Spieltisch der Mayer-Orgel blieb erhalten und befindet sich im Depot des Heimatmuseums Schruns. Die künstlerisch wertvolle Front des Orgelgehäuses wurde von heimischen Kunsttischlern sorgfältig restauriert und bestmöglich konserviert. Dabei wurde auch die originale Farbgebung freigelegt. Die meisten anderen Teile des Gehäuses wurden aufgrund des fortgeschrittenen Wurmfraßes dem Vorbild von 1867 entsprechend mit Neumaterial nachgebaut.
Das jetzige Orgelwerk stammt aus der Feldkircher Orgelbauwerkstatt Pflüger und wurde am 30. Oktober 1988 geweiht. Holzpfeifen lieferte Orgelbaumeister Mayer, Enkel des Orgelbauers von 1900. Die Disposition wurde im Wesentlichen von Günther Fetz erstellt und zusammen mit dem Orgelbauausschuss der Pfarrgemeinde und der Orgelbaufirma Pflüger modifiziert. Sie enthält 41 Register, die auf 3 Manuale und das Pedal aufgeteilt sind. Herr Fetz, Orgelexperte der Diözese Feldkirch, legte Wert darauf, dass, entgegen einem im Orgelbau zu beobachtendem Trend, die Tiefen zu vernachlässigen, ein kompletter Satz Bassregister vorhanden ist. Ein für den Raum angemessenes und wünschenswertes, echtes 32′- Register sei aber laut Aussage des Organisten Hannes Widerin von der Denkmalpflege nicht zugelassen worden. Für dieses war im vorhandenen Gehäuse kein Platz mehr. So enthält die Orgel nur einen Quintbaß 10 2⁄3′, der ein dürftiger Ersatz für einen Untersatz 32′ ist. Bereits zu Bachs Zeiten hatte jedoch die Orgel in der Weimarer Schlosskirche bei nur ca. 20 Registern einen Untersatz 32′.
Der Klang der Orgel sollte, zur nazaranenischen Innengestaltung der Kirche und zum Prospekt passend, romantisch sein und, im Gegensatz zur Mayer-Orgel, auch das Spielen von Musik aus der Zeit vor und von Bach in zufriedenstellender Weise ermöglichen. Zudem sollte die neue Orgel nicht nur liturgische, sondern auch konzertante Ansprüche erfüllen. Auch deshalb wurden Prof. Fetz’ ursprüngliche, eher sparsame Dispositionsentwürfe mit zwei oder drei Manualen und 26 bis 32 Registern nicht ausgeführt.
Da die Auflage bestand, die 41 Register im Muther-Gehäuse, das ursprünglich für 18 Register bemessen war, unterzubringen, wurden in den Seitenwänden und im unteren Bereich der Front zusätzliche Öffnungen eingearbeitet, damit die nun 2876 Pfeifen ausreichend Möglichkeit zur Klangentfaltung bekommen. Vor allem die Abstrahlung der im unteren Bereich des Werkes stehenden Pedalregister profitiert davon. Zusätzlicher Raum konnte durch den Abbau der ins Gehäuse hineinragenden, aufgrund eines Elektrogebläses überflüssig gewordenen Kammer des Blasebalgtreters gewonnen werden.
Die Spieltraktur ist mechanisch, die Register werden mit Handzügen über dem III. Manual und elektrischer Unterstützung betätigt. Auf Initiative von Fa. Pflüger baute diese noch einen, ursprünglich nicht vorgesehenen sechsfach-„Sternchensetzer“ ein. Der Spieltisch wurde mit Blickrichtung des Organisten zum Prospekt gedreht und steht nun mit etwas Abstand zu diesem nahe der Emporenbrüstung.
Das auf C- und Cis-Seite aufgeteilte Hauptwerk befindet sich hinter den klingenden Principal 8′-Prospektpfeifen und den sie flankierenden, niedrigeren, schmalen Pfeifenfeldern. Die drei mittleren Prospektfelder enthalten einige Pfeifen von Rohrflöte 4′ und Principal 2′ des dahinter stehenden Positivs, während das Schwellwerk hinter dem Positiv aufgestellt ist. Das Pedalwerk befindet sich analog der Anordnung des Hauptwerkes unter und hinter diesem. Die bis zu fünf Meter hohen Holzpfeifen des Principalbasses 16′ sind an der Innenseite der Gehäuserückwand platziert.
Das Werk zählt zu den besten Orgeln Vorarlbergs, ist aber außerhalb von Messen und Orgelunterrichtsstunden selten zu hören.
Disposition:
| I Hauptwerk C–g3 |       |
| Bourdon          | 16′   |
| Principal        | 8′    |
| Rohrflöte        | 8′    |
| Weidenpfeife     | 8′    |
| Octav            | 4′    |
| Spitzflöte       | 4′    |
| Quinte           | 2 ⁄3′ |
| Superoctav       | 2′    |
| Mixture IV       | 1 ⁄3′ |
| Scharff III      | 1′    |
| Cornett IV       | 4′    |
| Trompete         | 8′    |

| II Positif C–g3 |       |
| Holzgedackt     | 8′    |
| Rohrflöte       | 4′    |
| Principal       | 2′    |
| Quinte          | 1 ⁄3′ |
| Cymbel          | 2⁄3′  |
| Krummhornregal  | 8′    |
| Tremulant       |       |

| III Schwellwerk C–g3 |        |
| Lieblichgedackt      | 16′    |
| Holzflöte            | 8′     |
| Bourdon              | 8′     |
| Salizional           | 8′     |
| Schwebung (ab c0)    | 8′     |
| Octav                | 4′     |
| Koppelflöte          | 4′     |
| Nasard               | 2 ⁄3′  |
| Blockflöte           | 2′     |
| Terz                 | 1 3⁄5′ |
| Plein Jeu IV         | 2′     |
| Fagott               | 16′    |
| Trompete Harmonique  | 8′     |
| Oboe                 | 8′     |
| Tremulant            |        |

| Pedal C–f1    |         |
| Principalbass | 16′     |
| Subbass       | 16′     |
| Quintbass     | 10 2⁄3′ |
| Octavbass     | 8′      |
| Gedecktbass   | 8′      |
| Choralbass    | 4′      |
| Rauschbass IV | 2 ⁄3′   |
| Posaune       | 16′     |
| Trompete      | 8′      |

- Koppeln:
- Spielhilfen: 6-fach-Setzer, Fußtrittschweller für das ganze Werk

### Glocken
Das von der Gießerfamilie Graßmayr 1804 in Feldkirch gegossene Bronzegeläut fiel der Rüstungsindustrie des Ersten Weltkriegs zum Opfer. Als Ersatz hängen vier – etwas derb klingende – Stahlglocken der Böhler-Stahlwerke Kapfenberg im Turm. Deren Material ist zwischenzeitlich ermüdet, so dass die Pfarrei die Anschaffung eines neuen Geläuts betreibt.